# Сероцкий, Казимеж
Казимеж (Казимир) Сероцкий (пол. Kazimierz Serocki; 3 марта 1922, Торунь — 9 января 1981, Варшава) — польский композитор и пианист.

## Биография

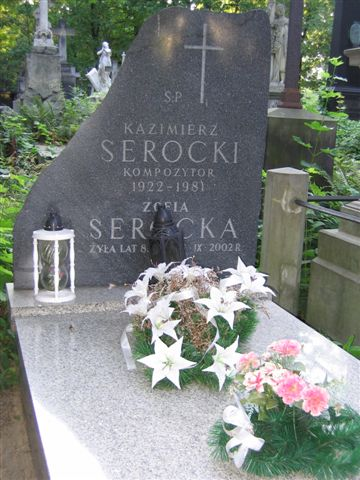
Могила композитора Сероцкого на кладбище Старые Повонзки в Варшаве

Музыкальный талант проявился в детстве. С семилетнего возраста занимался игрой на фортепиано в музыкальной школе г. Торуня. В годы Второй мировой войны — пианист варшавских кафе.
В 1945—46 учился в музыкальной академии в Лодзи по классу композиции К. Сикорского и классу фортепиано С. Шпинальского.
В 1947 получил стипендию Министерства культуры Польши и был направлен в Париж для совершенствования мастерства. Занимался под руководством Н. Буланже и Л. Леви. В 1948 вернулся в Варшаву.
В 1949 году получил III премию (I и II не присуждались) на конкурсе композиторов им. Шопена. В 1951 Сероцкий — лауреат III премии на фестивале польской музыки за кантату Murarz Warszawski.
Дебютировал как пианист в 1946. До 1951 концертировал в Польше, ГДР, Румынии, Чехословакии и ФРГ.
В 1952 году награждён Государственной премией Польши 2-й степени за музыку к фильму «Юность Шопена» режиссёра Александра Форда. Музыка к кинофильмам была до самой кончины композитора одним из главных направлений его творчества.
Один из организаторов композиторской «Группы-49» (1949) и Международного фестиваля современной музыки «Варшавская осень».
Лауреат многих государственных наград и премий за композиторскую деятельность, в частности, дважды Государственной премии Польши (1952, 1972) и премии Министра культуры и искусства (1963).
К. Сероцкий также получил награду на Международной трибуне композиторов ЮНЕСКО за музыкальное произведение Sinfonietta (1959).

## Творчество
В ранних произведениях был близок неоклассицизму, позднее перешёл на позиции авангардизма, в 1956 обратился к серийной технике, приёмам пуантилизма («Концертная музыка» — «Musica concertante»). Экспериментировал в области сонорики. С конца 1960-х гг. применял приёмы алеаторики.
Большой популярностью пользуется его Концерт для тромбона с оркестром, написанный в целом в рамках гомофонного склада и обычной для XX в. расширенной тональности.

## Избранные произведения
Для солистов, хора и оркестра
- Кантата Ниобея (с 2 чтецами, 1966)

- Симфония песен (Symfonia piesni, 1955)
- 3 Курпёвские мелодии (с камерным оркестром, 1949)

Для оркестра
- Симфонии (1952, 1953)

- Симфониетта (1956)
- Эпизоды (Epizody, для струнных и 3 групп ударных, 1959)
- Сегменты (Segmenti, 1961)
- Драматическая повесть (Dramatic story, 1970) и др.

Для инструмента с оркестром
- Концерт для фортепиано (1950)
- Концерт для тромбона (1953)

- Элегическая фантазия для органа (Fantasia elegiaca, 1972)

камерно-инструментальные ансамбли
- сюита для 4 тромбонов (1953)

Пьесы
- Укачивающая музыка (Swinging music, для кларнета, тромбона, виолончели и фортепиано, 1970)

- Непрерывное (Continuum, секстет для ударных, 1966)
- Фантасмагория (Fantasmagoria, для фортепиано и ударных, 1971)

Для фортепиано
- Соната (1955)

- Сонатина (1949)
- Сюита прелюдий (1952)
- Гномы (Krasnoludki, миниатюры для детей, 1953)
- Пьеса По желанию (A piacere, 1963)

для голоса с оркестром 
- Сердце ночи (Serce nocy, цикл песен, 1956)

хоры a cappella на народные слова
песни, в том числе солдатские;
музыка для драматического театра
музыка к фильмам
- Варшавская сирена (1958)
- Крестоносцы (1960)
- Конец нашего света (1964)
- Потоп (1974)